# Ekstraliga baseballowa (2010)
Ekstraliga baseballowa 2010 – 26. edycja ekstraligi baseballowej, organizowana przez Polski Związek Baseballu i Softballu. Triumfatorem rozgrywek została Stal Kutno.
Rozgrywki miały wystartować 10 kwietnia 2010 roku, jednak z powodu żałoby narodowej po katastrofie lotniczej pod Smoleńskiem rozgrywki rozpoczęły się 18 kwietnia.

## System rozgrywek
Do rozgrywek przystąpiło 8 drużyn, które w rundzie zasadniczej grają po cztery mecze z każdą drużyną. Po zakończeniu rundy zasadniczej cztery najlepsze drużyny awansują do rundy play-off, natomiast cztery ostatnie grają w rundzie play-down.
Runda play-off odbywa się w dwóch etapach:
- Półfinały: Rywalizacje odbywają się w parach 1-4 i 2-3 oraz odbywają się do trzech zwycięstw, a zwycięzca każdej z nich awansuje do finału, natomiast przegrany przystępuje do rywalizacji o 3. miejsce.
- Finał i o 3. miejsce:
  - Finał: W finale występują zwycięzcy par półfinałowych. Rywalizacja odbywa się do trzech zwycięstw, a jej zwycięzca zostaje mistrzem Polski.
  - o 3. miejsce: w rywalizacji występują przegrani par półfinałowych. Rywalizacja odbyła się do trzech zwycięstw, a jej zwycięzca zajmuje 3. miejsce w tabeli końcowej rozgrywek.

Runda play-down odbywa się w dwóch etapach:
- Pierwsza runda: Rywalizacje odbywają się w parach 5-8 i 6-7 oraz odbywają się do dwóch zwycięstw, a zwycięzca każdej z nich awansuje do rywalizacji o 5. miejsce, natomiast przegrany przystępuje do rywalizacji o 7. miejsce i zarazem o utrzymanie w ekstralidze.
- Druga runda:
  - o 5. miejsce: w rywalizacji występują zwycięzcy par pierwszej rundy. Rywalizacja odbywa się do dwóch zwycięstw, a zwycięzca zajmuje 5. miejsce w tabeli końcowej rozgrywek.
  - o utrzymanie: w rywalizacji występują przegrani par pierwszej rundy. Rywalizacja odbywa się do dwóch zwycięstw, a zwycięzca zajmuje 7. miejsce w tabeli końcowej rozgrywek i utrzymuje się w ekstralidze, natomiast przegrany spada do I ligi.

## Runda zasadnicza
| Lp. | Drużyna              | Mecze | Mecze | Mecze | Punkty | Punkty | Punkty |
| Lp. | Drużyna              | M     | W     | P     | +      | –      | +/–    |
| --- | -------------------- | ----- | ----- | ----- | ------ | ------ | ------ |
| 1.  | Stal Kutno           | 28    | 26    | 2     | 288    | 58     | +230   |
| 2.  | Demony Miejska Górka | 28    | 20    | 8     | 229    | 135    | +94    |
| 3.  | Dęby Osielsko        | 28    | 17    | 11    | 187    | 122    | +65    |
| 4.  | Gepardy Żory         | 28    | 16    | 12    | 188    | 156    | +32    |
| 5.  | Silesia Rybnik       | 28    | 16    | 12    | 183    | 163    | +20    |
| 6.  | Centaury Warszawa    | 28    | 9     | 19    | 132    | 204    | -72    |
| 7.  | Baseball Wrocław     | 28    | 8     | 20    | 140    | 243    | -103   |
| 8.  | Grabarze Skarbimierz | 28    | 0     | 28    | 90     | 356    | -266   |

|  | Awans do rundy play-off    |
|  | Udział w rundzie play-down |

## Runda play-down

### Pierwsza runda
Grabarze Skarbimierz vs Silesia Rybnik
| Data       | Gospodarz            | Wynik | Gość           | Przypisy |
| ---------- | -------------------- | ----- | -------------- | -------- |
| 11.09.2010 | Grabarze Skarbimierz | 6:11  | Silesia Rybnik | [ 9 ]    |
| 12.09.2010 | Grabarze Skarbimierz | 8:14  | Silesia Rybnik | [ 9 ]    |

Baseball Wrocław vs Centaury Warszawa
| Data       | Gospodarz         | Wynik | Gość              | Przypisy |
| ---------- | ----------------- | ----- | ----------------- | -------- |
| 11.09.2010 | Baseball Wrocław  | 10:2  | Centaury Warszawa | [ 9 ]    |
| 12.09.2010 | Baseball Wrocław  | 7:8   | Centaury Warszawa | [ 9 ]    |
| 19.09.2010 | Centaury Warszawa | 2:12  | Baseball Wrocław  | [ 10 ]   |

### o 5. miejsce
Baseball Wrocław vs Silesia Rybnik
| Data       | Gospodarz        | Wynik | Gość           | Przypisy |
| ---------- | ---------------- | ----- | -------------- | -------- |
| 25.09.2010 | Baseball Wrocław | 6:8   | Silesia Rybnik | [ 11 ]   |
| 26.09.2010 | Baseball Wrocław | 4:12  | Silesia Rybnik | [ 11 ]   |

### o utrzymanie
Grabarze Skarbimierz vs Centaury Warszawa
| Data       | Gospodarz            | Wynik | Gość                 | Przypisy |
| ---------- | -------------------- | ----- | -------------------- | -------- |
| 25.09.2010 | Grabarze Skarbimierz | 5:4   | Centaury Warszawa    | [ 11 ]   |
| 26.09.2010 | Grabarze Skarbimierz | 7:8   | Centaury Warszawa    | [ 11 ]   |
| 01.10.2010 | Centaury Warszawa    | 2:0   | Grabarze Skarbimierz | [ 3 ]    |

## Runda play-off
|  |           |                      |           |                   |   |       |            |       |
|  | Półfinały | Półfinały            | Półfinały |                   |   | Finał | Finał      | Finał |
|  | Półfinały | Półfinały            | Półfinały |                   |   | Finał | Finał      | Finał |
|  |           |                      |           |                   |   |       |            |       |
|  |           |                      |           |                   |   |       |            |       |
|  | 1         | Stal Kutno           | 3         |                   |   |       |            |       |
|  | 1         | Stal Kutno           | 3         |                   |   |       |            |       |
|  | 4         | Gepardy Żory         | 0         |                   |   |       |            |       |
|  | 4         | Gepardy Żory         | 0         |                   |   | 1     | Stal Kutno | 3     |
|  |           |                      |           |                   |   | 1     | Stal Kutno | 3     |
|  |           |                      | 3         | Dęby Osielsko     | 0 |       |            |       |
|  | 2         | Demony Miejska Górka | 3         | Dęby Osielsko     | 0 | 1     |            |       |
|  | 2         | Demony Miejska Górka |           |                   |   |       |            |       |
|  | 3         | Dęby Osielsko        | 3         |                   |   |       |            |       |
|  | 3         | Dęby Osielsko        | 3         | Mecz o 3. miejsce |   |       |            |       |
|  |           |                      |           |                   |   |       |            |       |
|  |           |                      |           |                   |   |       |            |       |
|  |           |                      |           |                   |   |       |            |       |
|  | 2         | Demony Miejska Górka | 3         |                   |   |       |            |       |
|  | 2         | Demony Miejska Górka | 3         |                   |   |       |            |       |
|  | 4         | Gepardy Żory         | 2         |                   |   |       |            |       |
|  | 4         | Gepardy Żory         | 2         |                   |   |       |            |       |

### Półfinały
Stal Kutno vs Gepardy Żory
| Data       | Gospodarz    | Wynik | Gość         | Przypisy |
| ---------- | ------------ | ----- | ------------ | -------- |
| 11.09.2010 | Gepardy Żory | 2:4   | Stal Kutno   | [ 9 ]    |
| 12.09.2010 | Gepardy Żory | 6:11  | Stal Kutno   | [ 9 ]    |
| 18.09.2010 | Stal Kutno   | 7:2   | Gepardy Żory | [ 10 ]   |

Demony Miejska Górka vs Dęby Osielsko
| Data       | Gospodarz            | Wynik | Gość                 | Przypisy |
| ---------- | -------------------- | ----- | -------------------- | -------- |
| 11.09.2010 | Dęby Osielsko        | 3:1   | Demony Miejska Górka | [ 9 ]    |
| 12.09.2010 | Dęby Osielsko        | 4:8   | Demony Miejska Górka | [ 9 ]    |
| 18.09.2010 | Demony Miejska Górka | 1:11  | Dęby Osielsko        | [ 10 ]   |
| 19.09.2010 | Demony Miejska Górka | 6:8   | Dęby Osielsko        | [ 10 ]   |

### o 3. miejsce
| Data       | Gospodarz            | Wynik | Gość                 | Przypis       |
| ---------- | -------------------- | ----- | -------------------- | ------------- |
| 25.09.2010 | Gepardy Żory         | 2:5   | Demony Miejska Górka | [ 12 ] [ 11 ] |
| 26.09.2010 | Gepardy Żory         | 5:8   | Demony Miejska Górka | [ 12 ] [ 11 ] |
| 01.10.2010 | Demony Miejska Górka | 6:7   | Gepardy Żory         | [ 3 ]         |
| 02.10.2010 | Demony Miejska Górka | 5:9   | Gepardy Żory         | [ 3 ]         |
| 09.10.2010 | Demony Miejska Górka | 8:1   | Gepardy Żory         | [ 2 ]         |

### Finał
| Data       | Gospodarz     | Wynik | Gość          | Przypis |
| ---------- | ------------- | ----- | ------------- | ------- |
| 25.09.2010 | Dęby Osielsko | 3:7   | Stal Kutno    | [ 11 ]  |
| 26.09.2010 | Dęby Osielsko | 5:6   | Stal Kutno    | [ 11 ]  |
| 01.10.2010 | Stal Kutno    | 12-1  | Dęby Osielsko | [ 3 ]   |

| Mistrz Polski 2010 Zwycięzcy |
| ---------------------------- |
| Stal Kutno 14. Tytuł         |

## Klasyfikacja końcowa
| Lp. | Klub                 | Uwagi              |
| --- | -------------------- | ------------------ |
|     | Stal Kutno           | Mistrzostwo Polski |
|     | Dęby Osielsko        |                    |
|     | Demony Miejska Górka |                    |
| 4.  | Gepardy Żory         |                    |
| 5.  | Silesia Rybnik       |                    |
| 6.  | Baseball Wrocław     |                    |
| 7.  | Centaury Warszawa    |                    |
| 8.  | Grabarze Skarbimierz | Spadek do I ligi.  |